# NGC 5582
NGC 5582 é uma galáxia elíptica (E) localizada na direcção da constelação de Boötes. Possui uma declinação de +39° 41' 38" e uma ascensão recta de 14 horas, 20 minutos e 43,2 segundos.
A galáxia NGC 5582 foi descoberta em 29 de Abril de 1788 por William Herschel.